# Zwierzogród

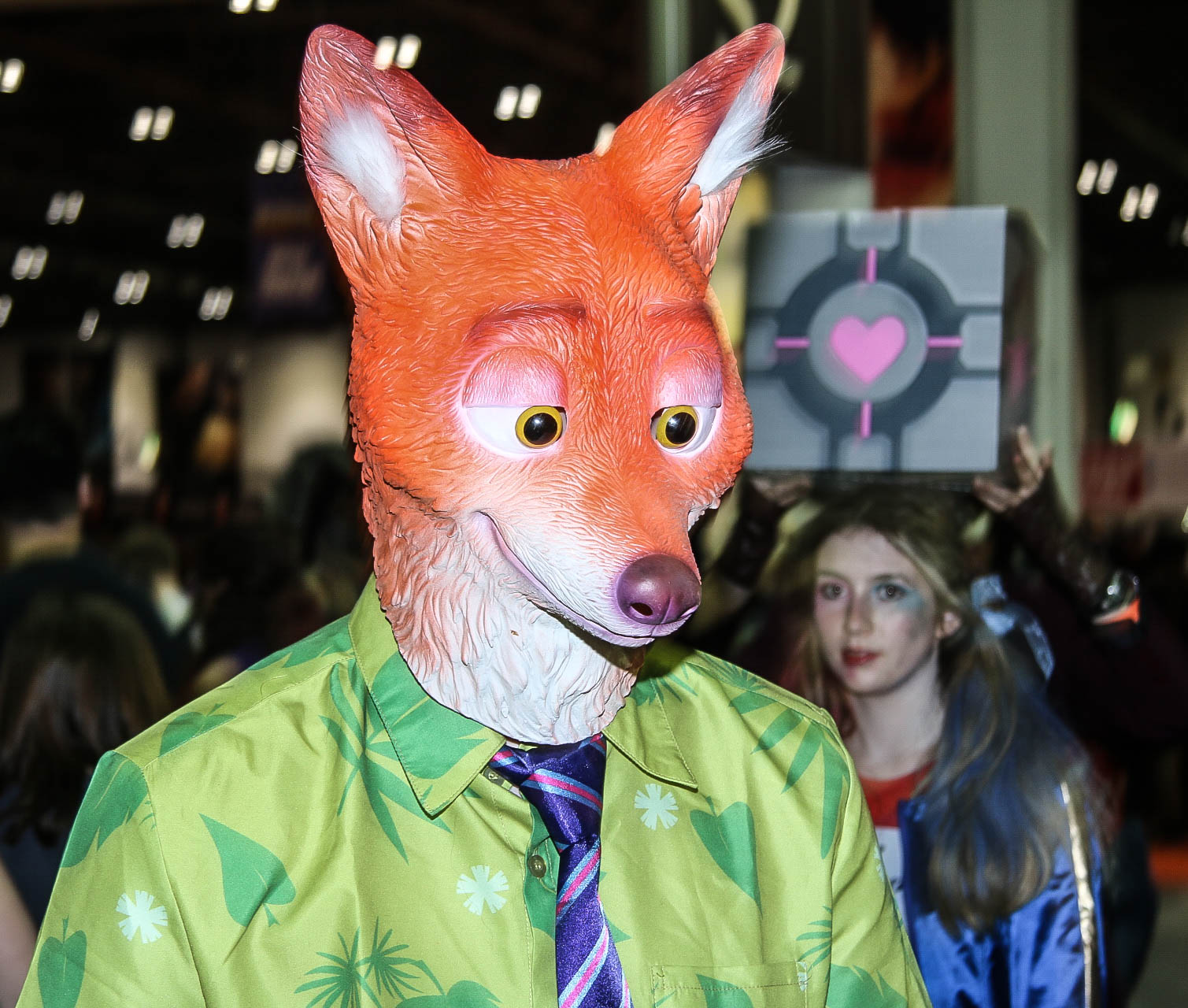
Cosplay Nicka

Zwierzogród (ang. Zootopia) – amerykańska animowana komedia kryminalna z 2016 roku w reżyserii Byrona Howarda i Richa Moore’a. Pięćdziesiąty piąty film z oficjalnego kanonu animacji Disneya. Przedstawia on perypetie króliczki Judy Hopps i lisa Nicka Bajera w mieście zamieszkanym przez antropomorficzne zwierzęta – Zwierzogrodzie.
Światowa premiera filmu miała miejsce 11 lutego 2016 roku, gdy produkcja weszła na ekrany kin w Danii. W Polsce premiera odbyła się 19 lutego, a w USA 4 marca. 5 czerwca 2016 światowy dochód filmu przekroczył 1 miliard dolarów.

## Opis fabuły
Pochodząca ze wsi króliczka, Judy Hopps, tuż po tym jak została policjantką wyjeżdża do Zwierzogrodu, wielkiego miasta gdzie wszystkie zwierzęta żyją w pokoju i tolerancji. Tuż po pierwszym dniu pracy Judy jest nieco załamana, ponieważ zupełnie inaczej wyobrażała sobie swoją karierę policjantki w metropolii – pilnuje parkometrów, co nie bardzo odpowiada jej ambicjom. Tego samego dnia bohaterka przypadkowo poznaje lisa Nicka Bajera, który próbuje kupić loda dla swojego syna. Po pewnych trudnościach z kupnem Judy przekonuje sprzedawcę by ten sprzedał lody Nickowi. Trochę później młoda policjantka odkrywa podstęp jaki szykował lis i jego przyjaciel-fenek Feniek grający udawanego syna.
Podczas drugiego dnia pracy jako „krawężnik”, Judy jest świadkiem kradzieży. Jako funkcjonariusz policji rusza w pościg za złodziejem Danem Łasicą. Po krótkim pościgu Judy udaje się złapać sprawcę i doprowadzić na posterunek, co jednak nie podoba się jej przełożonemu, bawołowi Bogo, gdyż uważa on że podjęła niewspółmierne do korzyści ryzyko zranienia mieszkańców dzielnicy. Podczas rozmowy z komendantem do gabinetu niespodziewanie przychodzi wydra pani Wydralska, po raz kolejny zgłaszająca zaginięcie swojego męża Emila. Judy oferuje swoją pomoc w znalezieniu go, jednak spotyka się z niezadowoleniem ze strony komendanta, który mimo wszystko zgadza się aby Hopps przejęła sprawę zaginionej wydry, jednakże stawia warunek: Wydralski zostanie znaleziony w przeciągu 48 godzin, albo Judy odejdzie z policji.
Po wyjściu z gabinetu Judy odkrywa, że ostatnią osobą, która widziała Emila był Nick Bajer. Policjantka odnajduje lisa i zmusza go szantażem do pomocy w śledztwie. Specyficzna para w toku śledztwa odkrywa, że zniknięcie wiąże się z zagadką kryminalną. Dwójka odnajduje zaginioną wydrę oraz inne zwierzęta, u których stwierdzono przypadki „zdziczenia”. Po konferencji prasowej zorganizowanej z okazji odnalezienia zaginionych Nick czuje się urażony słowami Judy, która powiązała przypadki agresji z tradycyjnie drapieżnymi gatunkami. W mieście opanowanym przez strach dochodzi do kolejnych ataków, co doprowadza do odejścia Judy z policji, ponieważ czuje się ona winna zamętu jaki powstał w mieście.
Wracając do rodzinnej Szarakówki Judy odkrywa, że kwiaty zwane skowyjcami powodują ataki agresji. Wraz z przełomowym odkryciem policjantka powraca do Zwierzogrodu, aby odnaleźć Nicka i wspólnie rozwikłać zagadkę. Lis po wysłuchaniu przeprosin Judy wybacza jej i decyduje się pomóc. Poznając kolejne elementy kryminalnej układanki dwójka przyjaciół odnajduje tajne laboratorium, gdzie jest produkowane serum powodujące dziczenie. Po ucieczce z pistoletem na kulki wypełnionymi trucizną, który miał być dowodem w sprawie, Nick i Judy próbują dotrzeć do komisariatu policji, jednak w drodze, w muzeum, „przypadkiem” spotyka ich wiceburmistrz Obłoczek, która proponuje, że to ona przekaże dowody policji.
Okazuje się, że to wiceburmistrz stoi za wszystkimi przypadkami agresji wśród drapieżników, sprowokowanymi po to, aby mogła objąć władzę w mieście i całkowicie pozbyć się drapieżnych gatunków. Nick zostaje postrzelony pociskiem zawierającym serum – lecz jest to tylko kamuflaż. Co prawda Obłoczek odkrywa, że lis podmienił pociski z serum na jagody z farmy rodziców Judy, ale wyznanie ukartowania sprawy przez wiceburmistrz zostaje nagrane na długopis-marchewkę Judy. Obłoczek zostaje aresztowana i trafia do więzienia. Zachęcony wcześniej przez Judy lis decyduje się wstąpić w szeregi policji. Nick i Judy zostają partnerami w ZPD. Film kończy się koncertem piosenkarki Gazelle.

## Obsada głosowa
| Postać                             | Zwierzę             | Wersja angielska | Wersja polska         |
| ---------------------------------- | ------------------- | ---------------- | --------------------- |
| Judy Hopps                         | Królik europejski   | Ginnifer Goodwin | Julia Kamińska        |
| Nick Bajer                         | Lis rudy            | Jason Bateman    | Paweł Domagała        |
| komendant policji Bogo             | Bawół afrykański    | Idris Elba       | Krzysztof Stelmaszyk  |
| wiceburmistrz Jagna Obłoczek       | Owca domowa         | Jenny Slate      | Barbara Kurdej-Szatan |
| oficer policji Pazurian Clawhauser | Gepard              | Nate Torrence    | Sebastian Perdek      |
| burmistrz Lewin Grzywalski         | Lew                 | J.K. Simmons     | Wiktor Zborowski      |
| Gazelle                            | Gazelopka sawannowa | Shakira          | Anna Wodzyńska        |
| pani Wydralska                     | Wydrak kanadyjski   | Octavia Spencer  | Izabela Dąbrowska     |
| Dan Łasica                         | Łasica pospolita    | Alan Tudyk       | Krzysztof Szczepaniak |
| Flash                              | Leniwiec pstry      | Raymond S. Persi | Grzegorz Pawlak       |
| Żanetka                            | Leniwiec pstry      | Kristen Bell     | Agata Pruchniewska    |
| Bonnie Hopps                       | Królik europejski   | Bonnie Hunt      | Anna Apostolakis      |
| Stu Hopps                          | Królik europejski   | Don Lake         | Rafał Sisicki         |
| Fru Fru                            | Ryjówka arktyczna   | Leah Latham      | Joanna Pach           |
| Pan Be                             | Ryjówka arktyczna   | Maurice LaMarche | Wojciech Paszkowski   |
| Gideon Gryz                        | Lis rudy            | Phil Johnston    | Cezary Kwieciński     |
| Feniek                             | Fenek pustynny      | Tommy Lister Jr. | Mirosław Zbrojewicz   |
| Jakimsa                            | Jak domowy          | Tommy Chong      | Jakub Szydłowski      |
| Miałczuk                           | Jaguar              | Jesse Corti      | Robert Jarociński     |
| Gary                               | Wilk polarny        | David Thibodeau  | brak danych           |
| Larry                              | Wilk szary          | Rich Moore       | brak danych           |
| Tryk                               | Owca domowa         | Rich Moore       | Jacek Król            |
| Woolter                            | Owca domowa         | John DiMaggio    | brak danych           |
| Jesse                              | Owca domowa         | John DiMaggio    | brak danych           |
| Jura Słonicki                      | Słoń afrykański     | John DiMaggio    | Jan Kulczycki         |
| prezenterzy TV                     | Irbis śnieżny       | Fabienne Rawley  | Marta Markowicz       |
| prezenterzy TV                     | Łoś euroazjatycki   | Peter Mansbridge | Bartosz Martyna       |
| Bucky Oryx-Antlerson               | Kudu wielkie        | Byron Howard     | Janusz Wituch         |
| Pronk Oryx-Antlerson               | Oryks południowy    | Jared Bush       | Klaudiusz Kaufmann    |
| sierżant w akademii policyjnej     | Niedźwiedź polarny  | Fuschia Walker   | Katarzyna Kozak       |

## Nagrody i wyróżnienia
- 2017: Złoty Glob w kategorii najlepszy film animowany[2].
- 2017: podczas 89 ceremonii wręczania Oscarów zdobył Oscara w kategorii najlepszy animowany film długometrażowy.

## Kontynuacja
W czerwcu 2016 roku poinformowano, że Byron Howard i Rich Moore rozmawiali o sequelu ze studiem. W grudniu 2020 roku zapowiedziano serial Zwierzogród+ z premierą w 2022 roku w serwisie Disney+.
W lutym 2024 ogłoszono datę premiery filmu Zwierzogród 2, która została zaplanowana na 26 listopada 2025.